# Helminthophis frontalis
Helminthophis frontalis är en kräldjursart som beskrevs av  den tyske naturhistorikern och zoologen Wilhelm Peters 1860. Helminthophis frontalis är en orm som ingår i släktet Helminthophis, och familjen Anomalepididae. Inga underarter finns listade i Catalogue of Life.

## Utbredning
H. frontalis är en art som är endemisk i Costa Rica och Panama.